# Simalia oenpelliensis
Espèce
Synonymes
- Python oenpelliensis Gow, 1977
- Morelia oenpelliensis (Gow, 1977)

Statut CITES
Simalia oenpelliensis est une espèce de serpents de la famille des Pythonidae.

## Répartition
Cette espèce est endémique du Territoire du Nord en Australie.

## Description
C'est un serpent constricteur ovipare.

## Étymologie
Son nom d'espèce, composé de oenpelli et du suffixe latin -ensis, « qui vit dans, qui habite », lui a été donné en référence au lieu de sa découverte, la communauté aborigène d'Oenpelli en terre d'Arnhem.

## Publication originale
- Gow, 1977 : A new species of python from Amhem Land. Australian Zoologist, vol. 19 p. 133-139 (texte intégral).